# Centaurea nervosa
Il fiordaliso alpino  (nome scientifico  Centaurea nervosa  Willd., 1809)  è una pianta erbacea, angiosperma dicotiledone, appartenente alla famiglia delle Asteraceae.

## Etimologia
Il nome generico (Centaurea) deriva dal Centauro Chirone. Nella mitologia greca si racconta che Chirone, ferito ad un piede, guarì medicandosi con una pianta di fiordaliso. L'epiteto specifico di questa pianta ( nervosa ) è stato dato in riferimento alla nervatura sporgente delle foglie.

Il binomio scientifico della pianta di questa voce è stato proposto dal botanico, farmacista e micologo tedesco Carl Ludwig Willdenow (Berlino, 22 agosto 1765 – Berlino, 10 luglio 1812) nella pubblicazione ”Enumeratio Plantarum Horti Regii Botanici Berolinensis: continens descriptiones omnium vegetabilium in horto dicto cultorum / D. Car. Lud. Willdenow. Berolini”  pubblicata nel 1809.

## Descrizione

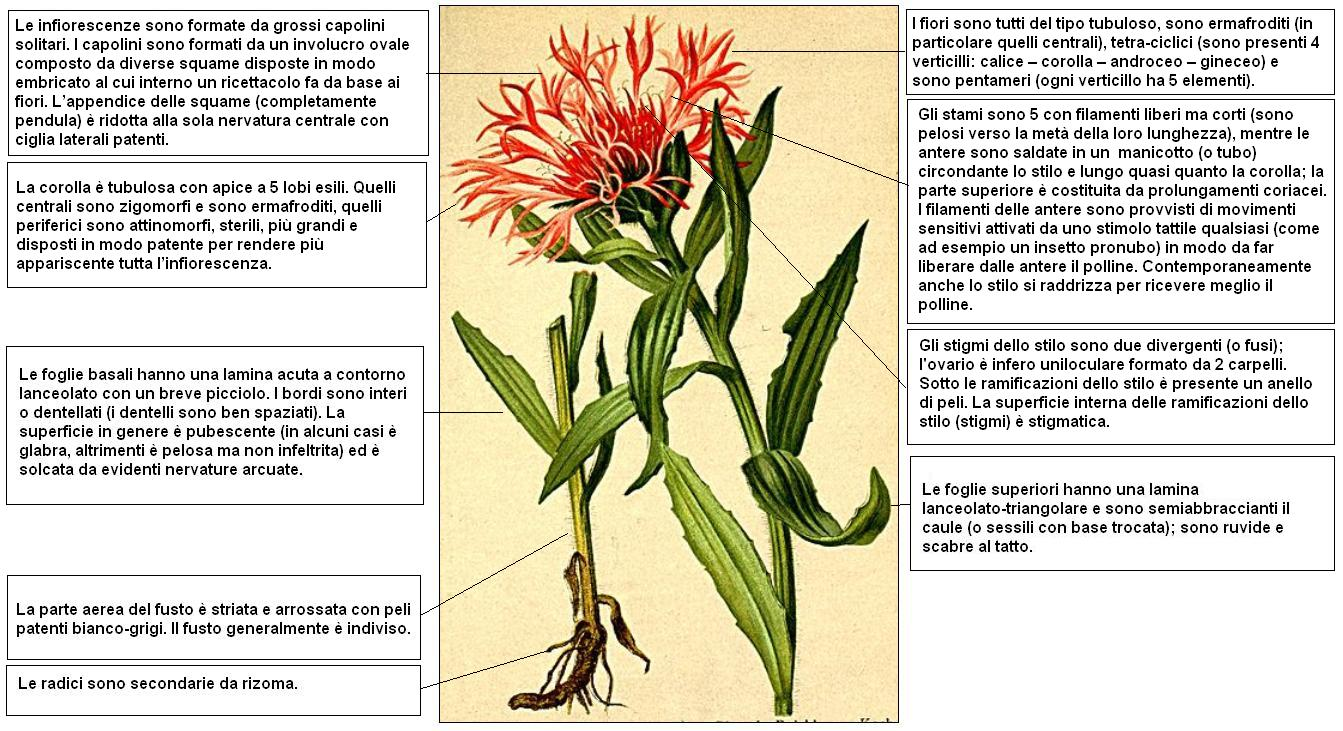
Descrizione delle parti della pianta

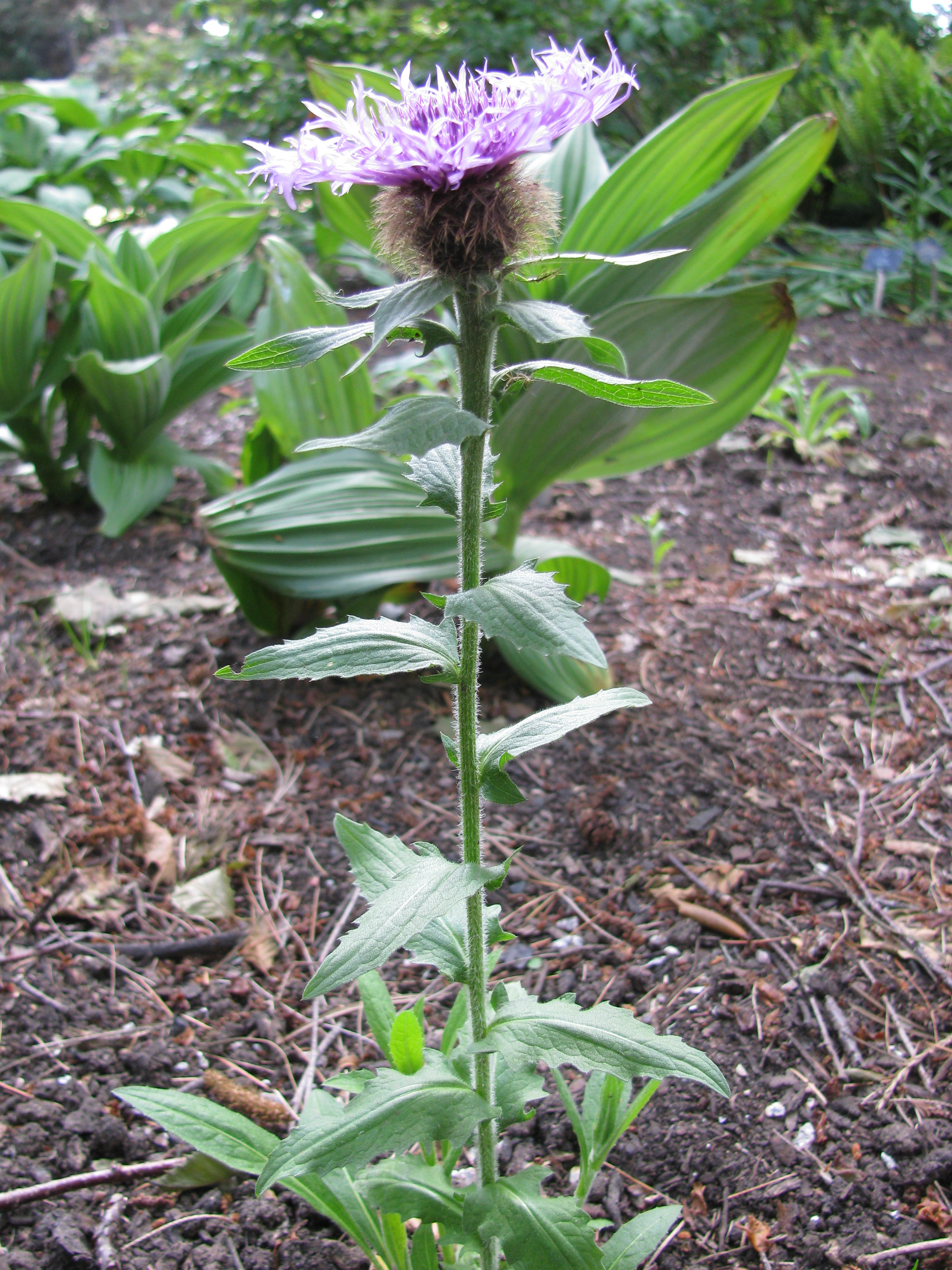
Il portamento

L'altezza di queste piante varia da 1 a 4 dm. La forma biologica è emicriptofita scaposa (H scap), ossia sono piante perenni, con gemme svernanti al livello del suolo e protette dalla lettiera o dalla neve, dotate di un asse fiorale eretto e spesso privo di (o con poche) foglie.

### Radici
Le radici sono secondarie da rizoma.

### Fusto
La parte aerea del fusto è striata e arrossata con peli patenti bianco-grigi. Il fusto generalmente è indiviso.

### Foglie

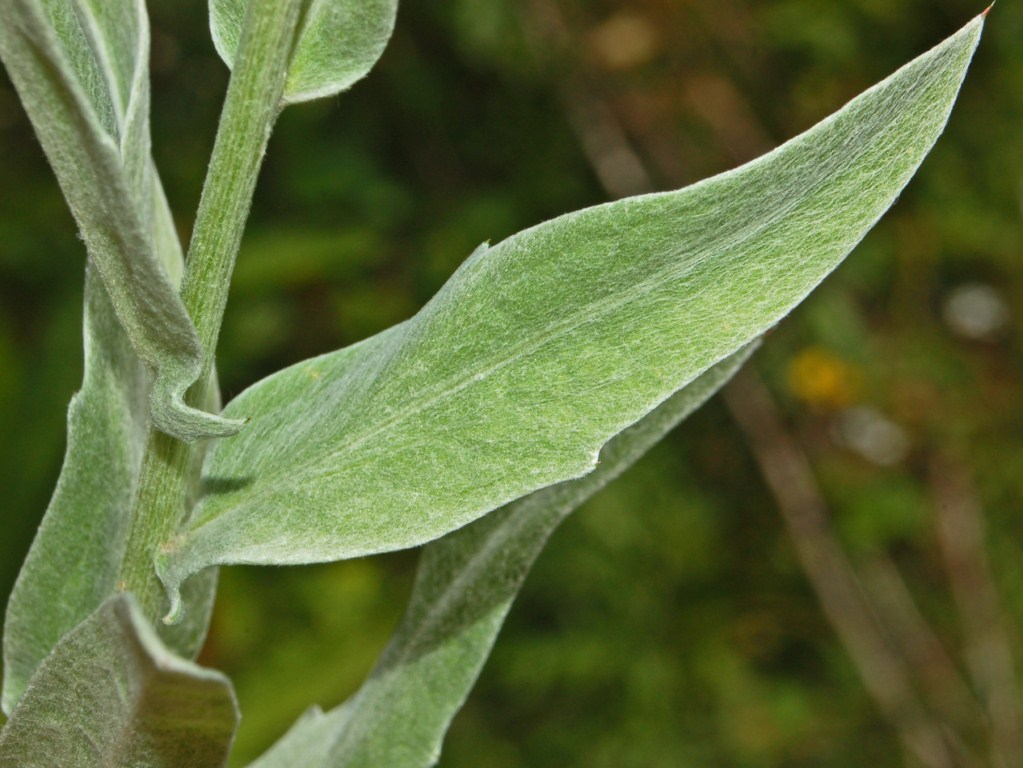
Le foglie

Le foglie basali hanno una lamina acuta a contorno oblanceolato-ovato con un picciolo lungo 2 – 3 cm. I bordi sono interi o dentellati (i dentelli sono ben spaziati). La superficie in genere è pubescente (in alcuni casi è glabra, altrimenti è pelosa ma non infeltrita) ed è solcata da evidenti nervature arcuate. Le foglie superiori hanno una lamina ellittica e sono semi-abbraccianti il caule (o sessili con base troncata); sono ruvide e scabre al tatto. La foglie sono prive di lacinie stipuliformi. Dimensioni delle foglie basali: larghezza 4 – 5 cm; lunghezza 9 – 11 cm.

### Infiorescenza

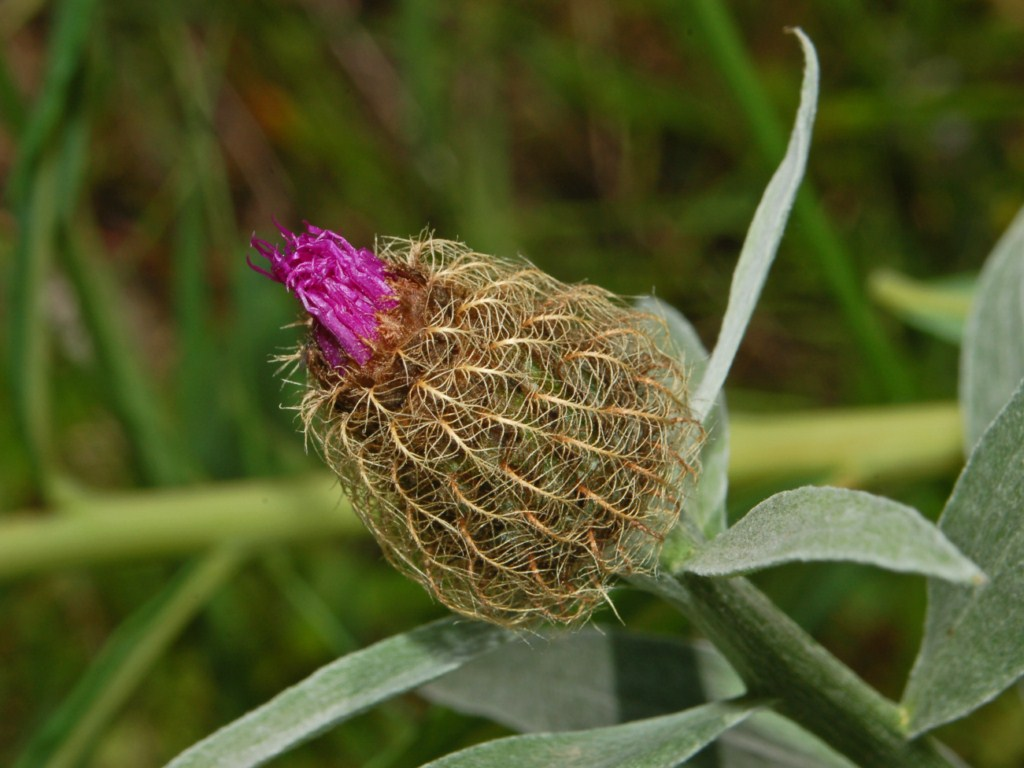
L'involucro

Le infiorescenze sono formate da grossi capolini solitari. I capolini sono formati da un involucro ovoidale composto da diverse squame disposte in modo embricato al cui interno un ricettacolo fa da base ai fiori. L'appendice delle squame (completamente pendula) è ridotta alla sola nervatura centrale con ciglia laterali patenti. Diametro dell'involucro: 18 – 25 mm. Diametro dell'infiorescenza: 40 – 60 mm.

### Fiore

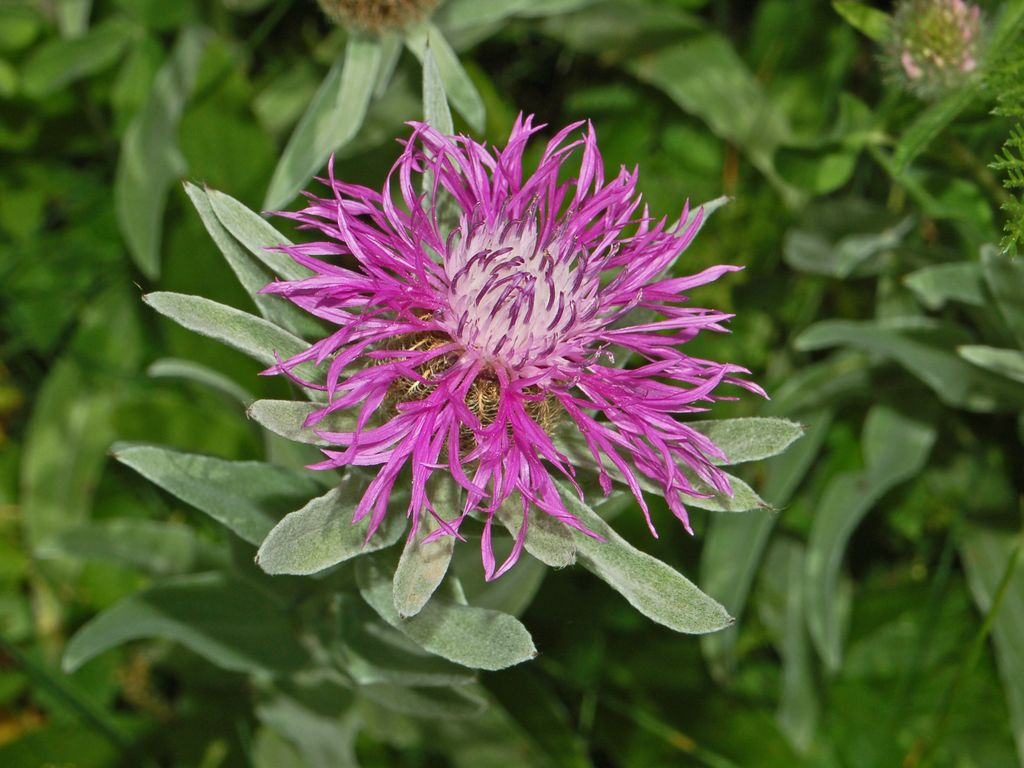
I fiori tubulosi

I fiori sono tutti del tipo tubuloso (il tipo ligulato, i fiori del raggio, presente nella maggioranza delle Asteraceae,  qui è assente), sono ermafroditi (in particolare quelli centrali), tetra-ciclici (sono presenti 4 verticilli: calice – corolla – androceo – gineceo) e pentameri (ogni verticillo ha 5 elementi).
- Formula fiorale:

- /x K {\displaystyle \infty }, [C (5), A (5)], G 2 (infero), achenio

- Calice: i sepali del Calice sono ridotti ad una coroncina di squame.
- Corolla: la corolla, violetta, è tubulosa con apice a 5 lobi esili. Quelli centrali sono zigomorfi e sono ermafroditi, quelli periferici sono attinomorfi, sterili, più grandi e disposti in modo patente per rendere più appariscente tutta l'infiorescenza.[3].
- Androceo: gli stami sono 5 con filamenti liberi ma corti (sono pelosi verso la metà della loro lunghezza), mentre le antere sono saldate in un manicotto (o tubo) circondante lo stilo e lungo quasi quanto la corolla; la parte superiore è costituita da prolungamenti coriacei.[14] I filamenti delle antere sono provvisti di movimenti sensitivi attivati da uno stimolo tattile qualsiasi (come ad esempio un insetto pronubo) in modo da far liberare dalle antere il polline. Contemporaneamente anche lo stilo si raddrizza per ricevere meglio il polline.[3]
- Gineceo: gli stigmi dello stilo sono due divergenti (o fusi); l'ovario è infero uniloculare formato da 2 carpelli.[14] Sotto le ramificazioni dello stilo è presente un anello di peli. La superficie interna delle ramificazioni dello stilo (stigmi) è stigmatica.[15]
- Fioritura: da luglio a agosto.

### Frutti
I frutti sono degli acheni con pappo breve ma sempre presente. Lunghezza dell'achenio: 4 mm. Lunghezza del pappo: 1,5 – 3 mm.

## Biologia
- Impollinazione: l'impollinazione avviene tramite insetti (impollinazione entomogama).
- Riproduzione: la fecondazione avviene fondamentalmente tramite l'impollinazione dei fiori (vedi sopra).
- Dispersione: i semi cadendo a terra (dopo essere stati trasportati per alcuni metri dal vento per merito del pappo – disseminazione anemocora) sono successivamente dispersi soprattutto da insetti tipo formiche (disseminazione mirmecoria).

## Distribuzione e habitat

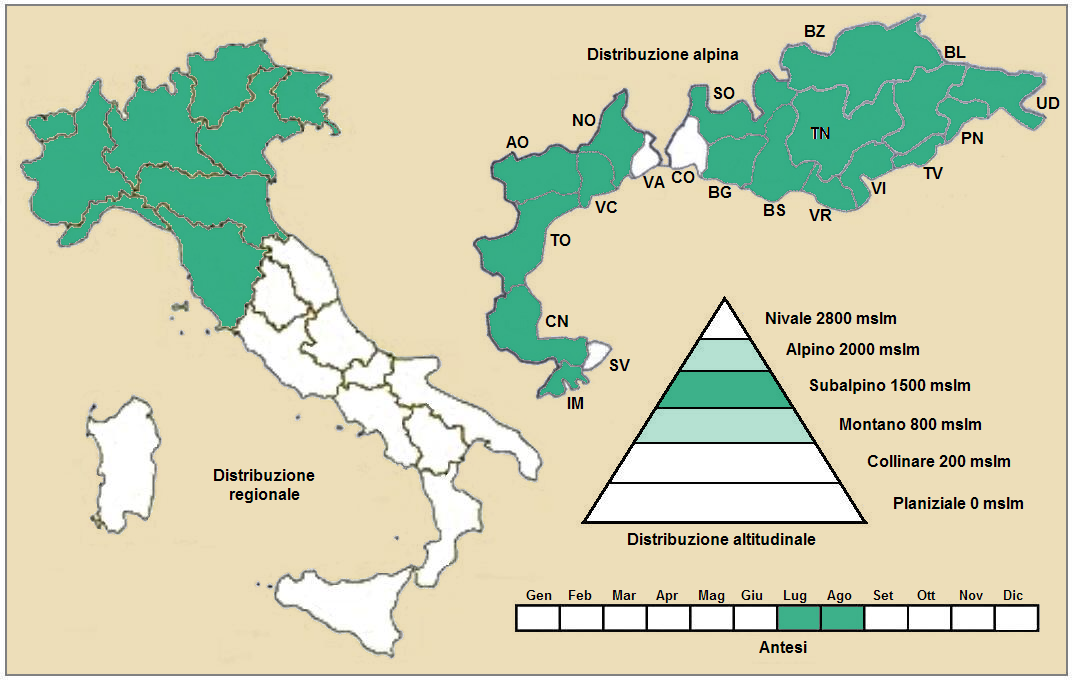
Distribuzione della pianta
(Distribuzione regionale – Distribuzione alpina)

- Geoelemento: il tipo corologico (area di origine) è Orofita – Sud Est Europeo.
- Distribuzione: in Italia al Nord (nelle Alpi) è comune mentre nell'Appennino Tosco-Emiliano è raro. Fuori dall'Italia, sempre nelle Alpi, si trova in tutti i dipartimenti alpini francesi, in Svizzera si trova nei cantoni di Vallese, Ticino e Grigioni, in Austria si trova nel Länder della Carinzia, si trova in Slovenia e più oltre nei monti Carpazi.[17]
- Habitat: l'habitat tipico per questa specie sono i pascoli subalpini, i prati pingui e cespuglietti; a anche nelle praterie rocciose, nelle lande e popolamenti a lavanda e nelle boscaglie di pini montani. Il substrato preferito è calcareo ma anche siliceo con pH neutro, medi valori nutrizionali del terreno che deve essere mediamente umido.
- Distribuzione altitudinale: sui rilievi queste piante si possono trovare da 1.500 fino a 2.500 m s.l.m. (raramente scende sotto 800 m s.l.m.); frequentano quindi i seguenti piani vegetazionali: montano, subalpino e alpino.

### Fitosociologia

#### Areale alpino
Dal punto di vista fitosociologico alpino Centaurea nervosa appartiene alla seguente comunità vegetale:
Formazione: delle comunità delle praterie rase dei piani subalpino e alpino con dominanza di emicriptofite
Classe: Juncetea trifidi
Ordine: Festucetalia spadiceae
Alleanza: Festucion variae

#### Areale italiano
Per l'areale completo italiano Centaurea nervosa appartiene alla seguente comunità vegetale:
Macrotipologia: vegetazione sopraforestale criofila e dei suoli crioturbati
Classe: Caricetea curvulae Br.-Bl. 1948 nom. cons. propos. Rivas-Martínez, Diaz, Ferná ndez- González, Izco, Loidi, Lousa & Penas, 2002
Ordine: Caricetalia curvulae Br.-Bl. in Br.-Bl. & Jenny, 1926
Alleanza: Nardion strictae Br.-Bl. in Br.-Bl. & Jenny, 1926
Descrizione. L'alleanza Nardion strictae è relativa alle praterie acidofile e mesofile che si sviluppano in stazioni pianeggianti o poco pendenti presenti sui rilievi montuosi più elevati dell’Europa meridionale. Spesso queste aree sono legate a siti caratterizzati da innevamento prolungato. La distribuzione dell'alleanza è situata nella fascia dell’Europa media, andando dai Pirenei ai Carpazi. In Italia è presente sulle Alpi e, localizzata, sull'Appennino settentrionale.
Alcune specie presenti nell'associazione: Ajuga pyramidalis, Alopecurus gerardii, Gnaphalium sylvaticum, Hieracium aurantiacum, Plantago alpina, Pseudorchis albida, Ranunculus villarsii, Trifolium alpinum e Viola ferrarinii.

## Tassonomia
La famiglia di appartenenza di questa voce (Asteraceae o Compositae, nomen conservandum) probabilmente originaria del Sud America, è la più numerosa del mondo vegetale, comprende oltre 23.000 specie distribuite su 1.535 generi, oppure 22.750 specie e 1.530 generi secondo altre fonti (una delle checklist più aggiornata elenca fino a 1.679 generi). La famiglia attualmente (2021) è divisa in 16 sottofamiglie.
La tribù Cardueae (della sottofamiglia Carduoideae) a sua volta è suddivisa in 12 sottotribù (la sottotribù Centaureinae è una di queste).
Il genere Centaurea elenca oltre 700 specie distribuite in tutto il mondo, delle quali un centinaio sono presenti spontaneamente sul territorio italiano.

### Filogenesi
La classificazione della sottotribù rimane ancora problematica e piena di incertezze. Il genere di questa voce è inserito nel gruppo tassonomico informale Centaurea Group formato dal solo genere Centaurea. La posizione filogenetica di questo gruppo nell'ambito della sottotribù è definita come il "core" della sottotribù; ossia è stato l'ultimo gruppo a divergere intorno ai 10 milioni di anni fa.
La specie C. nervosa fa parte dell'Aggregato di C. uniflora. Le piante di questo gruppo hanno un ciclo biologico perenne con fusti eretti e semplici; le foglie hanno delle forme da ovato-lanceolate a lineari; i capolini sono solitari e numerosi con involucri da cilindrici a globosi e brattee con appendici bruno-nerastre, ciglia nella parte apicale e portamento pendulo (arcuato).
Il gruppo è formato (relativamente alla flora spontanea italiana) dalle seguenti specie:
- Centaurea uniflora  Turra - Fiordaliso unifloro.
- Centaurea nervosa Willd. - Fiordaliso alpino.
- Centaurea flosculosa  Balb. ex Willd. - Fiordaliso alpino.
- Centaurea rhaetica  Moritzi - Fiordaliso retico.
- Centaurea bugellensis  (Soldano) Soldano - Fiordaliso di Biella.

#### Visione sinottica del gruppo
- 1A: la superficie delle foglie si presenta bianco-tomentosa;

Centaurea uniflora  Turra - Fiordaliso unifloro: l'altezza della pianta è di 1 – 3 dm; il ciclo biologico è perenne; la forma biologica è emicriptofita scaposa (H scap); il tipo corologico è Ovest Alpico; l'habitat tipico per questa specie sono i pascoli subalpini e i cespuglieti; questa specie è comune ed è distribuita nel Nord-Ovest dell'Italia fino ad una altitudine compresa tra 1.400 e 2.500 m s.l.m.
- 1B: la superficie delle foglie è normalmente verde;

- 2A: il diametro dell'involucro dei capolini è di 18 - 20 mm;

Centaurea nervosa Willd.
- 2B: il diametro dell'involucro dei capolini è di 8 - 15 mm;

Centaurea rhaetica  Moritzi - Fiordaliso retico: l'altezza massima è di 3 - 4 dm; il ciclo biologico è perenne; la forma biologica è emicriptofita scaposa (H scap); il tipo corologico è Subendemico; l'habitat tipico sono i pendii, i prati aridi e le pinete; è una specie comune e si trova al Nord fino ad una altitudine compresa tra 1.000 e 2.200 m s.l.m..
Centaurea flosculosa  Balb. ex Willd. - Fiordaliso alpino: l'altezza massima è di 1 - 3 dm; il ciclo biologico è perenne; la forma biologica è emicriptofita scaposa (H scap); il tipo corologico è Orofita Sud-Europeo; l'habitat tipico sono i pascoli subalpini e i cespuglieti; è una specie molto rara e si trova al Nord-Ovest.
Centaurea bugellensis  (Soldano) Soldano - Fiordaliso di Biella: l'altezza massima è di 20 - 50 cm; il ciclo biologico è perenne; la forma biologica è emicriptofita scaposa (H scap); il tipo corologico è Endemico; l'habitat tipico sono le rupi e gli ambienti rocciosi; si trova al Nord-Ovest fino ad una altitudine compresa tra 570 e 1.600 m s.l.m..
Altre checklist raggruppano le specie precedenti sotto il nome di Centaurea uniflora aggr.  con l'aggiunta della seguente specie:
- Centaurea ali-beyana  Font Quer & Pau - Distribuzione: Marocco

Il numero cromosomico di C. nervosa  è: 2n = 22, 44.

### Sottospecie
Per questa specie è riconosciuta la seguente sottospecie:
- Centaurea nervosa subsp. promota E.Gamal-Eldin & Wagenitz - Distribuzione: Grecia.

### Sinonimi
Questa entità ha avuto nel tempo diverse nomenclature. L'elenco seguente indica alcuni tra i sinonimi più frequenti:
- Centaurea cirrata Rchb.
- Centaurea plumosa (Lam.) Kerner
- Centaurea uniflora Turra subsp. nervosa (Willd.) Bonnier & Latens
- Jacea cirrata (Rchb.) Soják

### Specie simili
Diverse sono le specie simili a quella di questa voce. La tabella sottostante mette a confronto alcuni caratteri di alcune di queste specie.
| Specie        | Altezza (cm) | Fusto                              | Foglie                                   | Diametro capolino (mm) | Involucro (mm)                                | Appendice delle squame                               | Fiori                        |
| ------------- | ------------ | ---------------------------------- | ---------------------------------------- | ---------------------- | --------------------------------------------- | ---------------------------------------------------- | ---------------------------- |
| C. jacea      | 30 - 110     | Poco ramoso                        | Intere lanceolato-ovate                  | 25 - 45                | 12 – 15, cilindrico                           | Cartilaginea sub-rotonda con bordo denticolato       | Purpurei raggianti           |
| C. nervosa    | 10 - 40      | Semplice con un solo capolino      | Intere lanceolato-acute                  | 40 – 60                | 15 - 20, sferico, ricoperto dalle appendici   | Piumosa di colore ferruginoso                        | Purpurei raggianti           |
| C. nigra      | 30 - 80      | Mediamente ramoso                  | Intere ovato-lanceolate (a volte lobate) | 15 - 30                | 14 – 18, cilindrico                           | Nera con 10-20 ciglia per lato                       | Rosso-purpurei non raggianti |
| C. nigrescens | 30 - 100     | Con abbondanti rami eretto-patenti | Intere lanceolate, raramente lobate      | 25 - 40                | 8 – 11, cilindrico, ricoperto dalle appendici | Nerastra e triangolare con 6-8 brevi frange per lato | Purpurei raggianti           |
| C. phrygia    | 20 - 100     | Ramoso con diversi capolini        | Intere ellittiche                        | 20 – 60                | 15 – 20, sferico, ricoperto dalle appendici   | Bruna con 10-20 ciglia per lato (lunga 10 mm)        | Roseo-purpurei raggianti     |

## Altre notizie
La  centaurea nervosa  in altre lingue viene chiamata nei seguenti modi:
- (DE)  Federige Flockenblume
- (FR)  Centaurée nervée